# Mohamed El Yazghi
Mohamed El Yazghi (محمد اليازغي), né le 28 septembre 1935 à Fès, est un avocat et homme politique marocain, ancien Premier secrétaire de l'union socialiste des forces populaires et l'un des fondateurs de l'Association marocaine des droits humains.

## Biographie
Mohamed El Yazghi a commencé ses études à Fès où il obtient son certificat d'étude primaire et le certificat d'étude coraniques. Il s'installe ensuite à Rabat pour poursuivre ses études au collège Moulay Youssef et au lycée Gouraud. Dès l'âge de 16 ans il s'engage dans la lutte anticoloniale en adhérant à l'Istiqlal. Il obtient ensuite une licence en droit à Université Mohammed V.
Dans les années 1950, sous le protectorat français, il occupe la charge de chef de service chargé de l'équipement au ministère des Finances, poste qu'il occupe jusqu'en 1960. En 1954, il côtoie son modèle, Mehdi Ben Barka. En 1959, il est l'un des membres fondateurs de l'Union nationale des forces populaires (UNFP). En 1963, il se fait arrêter avec des dizaines de militants au siège du parti à Casablanca.
Il part ensuite en France pour poursuivre ses études à l'École nationale d'administration de Paris (ENA). En 1964, il s'inscrit au barreau de Paris avant de faire son retour au Maroc en 1967.
Après la défaite des armées arabes lors de la guerre des Six Jours, il est arrêté sans être jugé. Après sa libération de prison en 1968, il devient avocat au barreau de Rabat.
En 1973, il reçoit un colis piégé qui a failli lui coûter la vie. En 1975, il est élu membre du bureau politique du nouveau-né, l'Union socialiste des forces populaires (USFP). La même année, il dirige le quotidien en langue arabe Al-Mouharrer. En 1977, il occupe le poste de secrétaire général du Syndicat national de la presse marocaine. Lors des législatives de 1977, il est élu député de Kénitra à la chambre des représentants. À la fin des années 1970, il est arrêté et envoyé à la prison de Kénitra puis celle de Marrakech. En 1981, il est de nouveau condamné à la prison, à la suite des prises de position de son parti sur le Sahara occidental.
En 1991, il est élu secrétaire adjoint du parti, au côté de Abderrahman el-Youssoufi. Lors des législatives de 1993, il est élu député de Rabat à la chambre des représentants. 
En mars 1998, lors de la formation du gouvernement el-Youssoufi I, il est nommé ministre chargé de l'Aménagement du territoire, de l'Environnement, de l'Urbanisme et de l'Habitat, il est reconduit au même poste dans le gouvernement el-Youssoufi II de septembre 2000 à novembre 2002. Il est nommé ensuite ministre de l'Aménagement du territoire, de l'Eau et de l'Environnement dans les gouvernements Jettou I et II de novembre 2002 à septembre 2007.
Le 23 novembre 2003, il est élu Premier secrétaire de l'Union socialiste des forces populaires, à la suite de la démission surprise de Abderrahman el-Youssoufi.
Le 15 octobre 2007, il est nommé ministre d'État dans le gouvernement El Fassi. Le 3 décembre 2007, il démissionne de son poste de Premier secrétaire du parti à la suite de pressions internes remettant en cause la participation de son parti au gouvernement malgré l'échec électoral. Il sera remplacé le 8 décembre 2008 par Abdelwahed Radi.